# Diaspidiotus makii
Diaspidiotus makii är en insektsart som först beskrevs av Kuwana 1932.  Diaspidiotus makii ingår i släktet Diaspidiotus och familjen pansarsköldlöss. Inga underarter finns listade i Catalogue of Life.